# Hannelore Geilen
Hannelore Geilen (Lebensdaten unbekannt) ist eine ehemalige deutsche Fußballspielerin.

## Karriere
Geilen gehörte der SSG 09 Bergisch Gladbach an, für die sie als Torhüterin das am 2. Mai 1981 in Stuttgart mit 5:0 gewonnene Finale um den DFB-Pokal gegen den TuS Wörrstadt bestritt, wie auch das am 20. Juni 1981 im heimischen Stadion An der Paffrather Straße mit 4:0 gewonnene Finale um die Deutsche Meisterschaft gegen Tennis Borussia Berlin.

## Erfolge
- Deutscher Meister 1981
- DFB-Pokal-Sieger 1981